# Medium Mk I
Il Medium Mk I (classificato dallo Stato Maggiore britannico come A2) è stato un carro armato medio progettato durante i primi anni venti dal Regno Unito, che si distinse subito dai progetti contemporanei per la torretta completamente girevole. Con un cannone da 47 mm a tiro rapido e quattro mitragliatrici, il Medium Mk I era molto poco corazzato, sebbene fosse stato pensato come contrasto ai blindati avversari. Costruito in circa sessanta unità, servì per l'addestramento dei reparti blindati e non fu mai impiegato in battaglia.

## Storia

### Sviluppo
Dopo la fine della prima guerra mondiale il Regno Unito decise di sciogliere la gran parte delle sue unità corazzate ed equipaggiare le rimanenti con materiale standard moderno: perciò, a partire dal 1920, il governo sovvenzionò i progetti per un carro leggero da supporto fanteria denominato Medium Mark D, ma in seguito il veicolo fu ritenuto inutile e i fondi vennero tagliati. In quello stesso anno la Vickers-Armstrong stava lavorando di sua iniziativa a un mezzo corazzato sperimentale; entro la fine del 1921 erano stati costruiti due prototipi del veicolo, uno armato di mitragliatrici detto female ("femmina") e l'altro dotato di un cannone chiamato male ("maschio"): entrambi erano noti con il solo nome di Vickers light tank.
Il carro dette prova di essere troppo avanti per i tempi, soprattutto per la complessità della trasmissione, rendendola inaffidabile e di ostica costruzione; perciò nel 1922 il progetto venne abbandonato. L'attenzione si concentrò allora su una versione più convenzionale, il cui completamento fu portato a termine per la fine dell'anno: gli fu data la denominazione Light tank Mark I, mentre la Vickers lo indicava con la sigla industriale A2E1.

### Produzione
Nel 1924 iniziò la fabbricazione del veicolo ed entro la fine dell'anno l'esercito ricevette i primi venti esemplari; la costruzione dell'Mk I fu poi delazionata e continuò molto lentamente fino al 1929, totalizzando sessantaquattro carri.

### Impiego
Nel 1936 le forze armate britanniche schieravano 164 tra Mk I e Medium Mk II, variante meglio corazzata, ma il Segretario di Stato per la Guerra li liquidò tutti come obsoleti e assolutamente inadatti a un conflitto moderno. Infatti nessun Mk I ebbe mai un impiego attivo in battaglia e tutte le unità furono adoperate solo per l'addestramento del personale; venne poi rimosso anche da questo compito, ma rimase comunque in servizio nel Royal Tank Regiment fino al 1938.

## Caratteristiche
Il nuovo veicolo presentava una struttura a scatola composta da longheroni, tipica dei corazzati della prima guerra mondiale, senza compartimentazioni interne che separassero l'equipaggio dal motore. L'apparato propulsore era un Armstrong-Siddeley con 8 cilindri a V di derivazione aeronautica, erogante 90 hp e collegato a un cambio con quattro marce avanti e quattro retromarce; sistemato in senso longitudinale sul lato sinistro dello scafo, forniva buone prestazioni a bassi regimi. Il treno di rotolamento si componeva per lato di una ruota motrice posteriore, di una ruota di rinvio anteriore e di dieci piccole ruote portanti, con battistrada gommato e accoppiate mediante cinque carrelli; questi erano vincolati a delle molle elicoidali avvolte attorno a cilindri metallici, accorgimento che rese il Mk I uno dei mezzi più veloci dell'epoca potendo raggiungere i 24 km/h. I cingoli inizialmente adottati erano composti da piccole piastre rivettate, presto sostituite da maglie d'acciaio temperato.
L'equipaggio era di cinque uomini: nella torretta brandeggiabile per 360°, caratteristica ancora poco diffusa, trovavano posto il comandante, il cannoniere con funzione secondaria di meccanico e un mitragliere addetto anche al caricamento del pezzo d'artiglieria. Questa ripartizione dei compiti, poco ergonomica, venne rivista alle porte della seconda guerra mondiale, quando fu aggiunto un servente vero e proprio ed eliminata la mansione di meccanico. Nello scafo operava un secondo mitragliere e al centro, a destra del motore, era situato il pilota: davanti al suo sedile erano posti la scatola del cambio, i pedali di frizione, freno e acceleratore mentre ai lati erano presenti le leve demandate al controllo dei cingoli. La postazione di guida aveva costretto i progettisti una ristretta e bassa casamatta, a sbalzo sul frontale dello scafo e davanti alla torre, per fornire al pilota le feritoie atte all'osservazione dell'esterno. Gli uomini accedevano al mezzo sia attraverso due portelli ricavati sui fianchi verticali del carro, sia da una terza apertura nel retro, spostata a destra; tutti i portelli erano utilizzati anche come vie di fuga.
L'armamento era decisamente copioso, poiché il Mark I era stato concepito per contrastare i blindati avversari. In torretta era alloggiato un cannone Quick Firing Semi-Automatic ("tiro rapido semiautomatico") da 47 mm con meccanismo di alzo meccanico, ma inadatto a sparare munizioni esplosive; a esso si aggiungevano quattro mitragliatrici Hotchkiss Mle 1914 da 7,7 mm sistemate agli angoli della torretta, mentre nei fianchi della sovrastruttura erano installate su snodo a sfera due mitragliatrici pari calibro Vickers, poco a lato e sopra le botole d'accesso. Fatto piuttosto curioso visto il ruolo prevalentemente offensivo che doveva ricoprire, il Mark I era protetto da piastre spesse al massimo 6,5 mm, valore tanto irrisorio da renderlo vulnerabile anche alle armi di fanteria sulle brevi distanze, considerando inoltre che le protezioni erano bene inclinate solo sul lato frontale del mezzo. Il carro pesava complessivamente poco meno di 12 tonnellate e fu redesignato come medio solo quando veicoli più leggeri entrarono in servizio.

## Varianti
Durante il 1924 era stata elaborata una seconda versione del carro, chiamata Mk IA, ma che si scostava di poco dal modello originale; seguì poi la Mk IA*, che rinunciava alle quattro Hotchkiss per una singola mitragliatrice Vickers coassiale e un supporto per impiegarla in funzione contraerei. Infine fu fabbricato un mezzo da appoggio diretto per la fanteria detto Mk I CS, che montava al posto del cannone un obice da 83,4 mm capace di sparare sia proiettili esplosivi sia cariche fumogene.